# Holcocephala luteipes
Holcocephala luteipes là một loài ruồi trong họ Asilidae. Holcocephala luteipes được Hermann miêu tả năm 1924.